# Lista över rollfigurer i Lost
Detta är en lista över rollfigurer och skådespelare i den amerikanska TV-serien Lost.

## Nuvarande centrala rollfigurer

### Överlevare
| Namn                                | Spelas av                                         | Tidigare hemvist              | Yrke/Sysselsättning                            |
| ----------------------------------- | ------------------------------------------------- | ----------------------------- | ---------------------------------------------- |
| Katherine "Kate" Austen (säsong 1–) | Evangeline Lilly Skye McCole Bartusiak (som barn) | Iowa, USA                     | Rymling                                        |
| James "Sawyer" Ford (säsong 1–)     | Josh Holloway Gordon Hardie (som barn)            | Knoxville, Tennessee, USA     | Bedragare                                      |
| Sayid Jarrah (säsong 1–)            | Naveen Andrews                                    | Tikrit, Salah ad Din, Irak    | Soldat vid irakiska republikanska gardet       |
| Sun-Hwa Kwon (säsong 1–)            | Yunjin Kim Sophie Kim (som barn)                  | Seoul, Sydkorea               | Okänt, har examen i konsthistoria              |
| Jin-Soo Kwon (säsong 1–)            | Daniel Dae Kim                                    | Seoul, Sydkorea               | Assistent åt sin svärfar, f.d. hotellpiccolo   |
| Claire Littleton (säsong 1– )       | Emilie de Ravin                                   | Sydney, Australien            | Kassörska på snabbmatsrestaurangen Fish N' Fry |
| Hugo "Hurley" Reyes (säsong 1–)     | Jorge Garcia                                      | Los Angeles, Kalifornien, USA | Miljonär och affärsman                         |
| Jack Shephard (säsong 1–)           | Matthew Fox John O'Hara (som barn)                | Los Angeles, Kalifornien, USA | Nervkirurg                                     |

### "De Andra"
| Namn                                                  | Spelas av          | Tidigare hemvist                        | Yrke/Sysselsättning |
| ----------------------------------------------------- | ------------------ | --------------------------------------- | ------------------- |
| Benjamin "Ben" Linus (säsong 3–, gästroll i säsong 2) | Michael Emerson    | Född i en skog utanför Portland, Oregon | ?                   |
| Juliet Burke (säsong 3–)                              | Elizabeth Mitchell | Miami, Florida, USA                     | Fertilitetsläkare   |

### Övriga öbor
| Namn                                          | Spelas av        | Tidigare hemvist          | Yrke/Sysselsättning                           |
| --------------------------------------------- | ---------------- | ------------------------- | --------------------------------------------- |
| Desmond Hume (säsong 3–, gästroll i säsong 2) | Henry Ian Cusick | Skottland, Storbritannien | Soldat, munk, fängelsekund, jordenruntseglare |

## Tidigare centrala rollfigurer

### Överlevare
| Namn                                                  | Spelas av                                                  | Tidigare hemvist                    | Yrke/Sysselsättning                               | Status                                       |
| ----------------------------------------------------- | ---------------------------------------------------------- | ----------------------------------- | ------------------------------------------------- | -------------------------------------------- |
| Charlie Pace (säsong 1–3)                             | Dominic Monaghan Jeremy Shada (som barn)                   | Manchester, England, Storbritannien | Basist i rockbandet Drive Shaft                   | Död - drunknade när Spegeln blev översvämmad |
| Jonathan "John" Locke (säsong 1–)                     | Terry O'Quinn                                              | Tustin, Kalifornien, USA            | Lägre chef på ett företag som tillverkar embalage | Död - mördad av Ben                          |
| Boone Carlyle (säsong 1, gästroll i säsong 2 och 3)   | Ian Somerhalder                                            | Los Angeles, Kalifornien, USA       | Chef för ett bröllopsföretag.                     | Död - föll från en klippa                    |
| Ana Lucia Cortez (säsong 2, gästroll i säsong 1)      | Michelle Rodriguez                                         | Los Angeles, Kalifornien, USA       | Poliskonstapel, säkerhetsvakt på flygplats        | Död - skjuten av Michael                     |
| Michael Dawson (säsong 1–2 & 4)                       | Harold Perrineau Jr.                                       | New York, New York, USA             | Ingenjör/Frilansande konstnär                     | Död - Dödades av en bomb på ett fartyg       |
| Mr. Eko (säsong 2–3)                                  | Adewale Akinnuoye-Agbaje Kolawolfe Obileye, Jr. (som barn) | Nigeria/Australien                  | F.d. droghandlare, självutnämnd katolsk präst.    | Död - mördad av den svarta röken             |
| Elizabeth "Libby" Smith (säsong 2)                    | Cynthia Watros                                             | USA                                 | Klinisk psykolog?                                 | Död - skjuten av Michael                     |
| Walter "Walt" Lloyd (säsong 1, gästroll i säsong 2-4) | Malcolm David Kelley                                       | Sydney, New South Wales, Australien | Elev i grundskolan                                | Vid liv. Lämnat ön i en båt.                 |
| Shannon Rutherford (säsong 1–2)                       | Maggie Grace                                               | Los Angeles, Kalifornien, USA       | Balettlärare                                      | Död - skjuten av Ana-Lucia                   |
| Nikki (säsong 3)                                      | Kiele Sanchez                                              | ?                                   | Skådespelerska och lurendrejare                   | Död - levande begravd                        |
| Paulo (säsong 3)                                      | Rodrigo Santoro                                            | ?                                   | ?                                                 | Död - levande begravd                        |

## Bifigurer

### Överlevare
| Namn                  | Spelas av                   | Tidigare hemvist             | Yrke/Sysselsättning                         | Status  |
| --------------------- | --------------------------- | ---------------------------- | ------------------------------------------- | ------- |
| Rose Henderson Nadler | L. Scott Caldwell           | Bronx, New York, USA         | ?                                           | Vid liv |
| Bernard Nadler        | Sam Anderson                | Bronx, New York, USA         | Tandläkare                                  | Vid liv |
| Cindy Chandler        | Kimberley Joseph            | Australien                   | Flygvärdinna på Oceanic Airlines Flight 815 | Vid liv |
| Edward Mars           | Fredric Lane                | USA                          | Sheriff                                     | Död     |
| Leslie Arzt           | Daniel Roebuck              | USA                          | Högstadielärare i NO                        | Död     |
| Scott Jackson         | Dustin Watchman             | Santa Cruz, Kalifornien, USA | Anställd på ett internet-företag            | Vid liv |
| Steve Jenkins         | Christian Bowman            | ?                            | ?                                           | Död     |
| Nathan                | Josh Randall                | Kanada                       | ?                                           | Död     |
| Gary Troup            | Frank Torres                | New York, New York, USA,     | Författare                                  | Död     |
| Piloten               | Greg Grunberg               | ?                            | Pilot                                       | Död     |
| Sullivan              | Scott Paulin                | ?                            | ?                                           | Vid liv |
| Donald                | Glenn Lehmann               | ?                            | ?                                           | Död     |
| Emma                  | Kiersten Havelock           | ?                            | ?                                           | Vid liv |
| Zack                  | Mickey Graue                | ?                            | ?                                           | Vid liv |
| Richard               | Bryan Sato                  | ?                            | ?                                           | Vid liv |
| Craig                 | Chris Candella              | ?                            | ?                                           | Vid liv |
| Jerome                | Jim Mazzarella              | ?                            | ?                                           | Vid liv |
| Aaron Littleton       | Matthew David Viventi m.fl. | född på ön                   | Baby                                        | Vid liv |

### "De Andra"
| Namn                      | Spelas av        | Status  |
| ------------------------- | ---------------- | ------- |
| Tom                       | M.C. Gainey      | Död     |
| Bea Klugh                 | April Grace      | Vid liv |
| Danny Pickett             | Michael Bowen    | Död     |
| Colleen Pickett           | Paula Malcolmson | Död     |
| Ethan Rom                 | William Mapother | Död     |
| Goodwin                   | Brett Cullen     | Död     |
| Alexandra "Alex" Rousseau | Tania Raymonde   | Död     |
| Karl                      | Blake Bashoff    | Död     |
| Matthew                   | Dustin Geiger    | Vid liv |
| Jason                     | Ariston Green    | Vid liv |
| Ivan                      | Teddy Wells      | Vid liv |
| Luke                      | Joah Buley       | Vid liv |
| Aldo                      | Rob McElhenney   | Vid liv |
| Amelia                    | Julie Adams      | Vid liv |
| Adam                      | Stephen Semel    | Vid liv |

### Övriga öbor
| Namn              | Spelas av       | Tidigare hemvist        | Yrke/Sysselsättning            | Status |
| ----------------- | --------------- | ----------------------- | ------------------------------ | ------ |
| Danielle Rousseau | Mira Furlan     | Frankrike?              | Forskare                       | Död    |
| Mikhail Bakunin   | Andrew Divoff   | ?                       | En av The Others               | Död    |
| Kelvin Inman      | Clancy Brown    | USA                     | CIA-tjänsteman/DHARMA-anställd | Död    |
| Henry Gale        | Michael Emerson | Wayzata, Minnesota, USA | Luftballongfarare              | Död    |
| Radzinsky         | -               | ?                       | DHARMA-anställd                | Död    |
| Robert Rousseau   | -               | Frankrike?              | Forskare                       | Död    |

### DHARMA-initiativet
| Namn           | Spelas av            | Hemvist                  | Yrke/Sysselsättning |
| -------------- | -------------------- | ------------------------ | ------------------- |
| Gerald DeGroot | Michael Gilday       | Ann Arbor, Michigan, USA | Forskare            |
| Karen DeGroot  | Courtney Lavigne     | Ann Arbor, Michigan, USA | Forskare            |
| Marvin Candle  | François Chau        | ?                        | Forskare            |
| Mark Wickmund  | François Chau        | ?                        | Forskare            |
| Alvar Hanso    | Ian Patrick Williams | Köpenhamn, Danmark       | Affärsman           |

### Personer i återblickar
| Namn                     | Spelas av                                                   | Hemvist                         | Yrke/Sysselsättning              | Primär relation                      | Status   |
| ------------------------ | ----------------------------------------------------------- | ------------------------------- | -------------------------------- | ------------------------------------ | -------- |
| Christian Shephard       | John Terry                                                  | LA, Kalifornien, USA            | Chefskirurg                      | Jacks far                            | Död      |
| Sarah Shephard           | Julie Bowen                                                 | LA, Kalifornien, USA            | Lärare                           | Jacks f.d. fru                       | Vid liv  |
| Margo Shephard           | Veronica Hamel                                              | LA, Kalifornien, USA            | ?                                | Jacks mor                            | Vid liv  |
| Marc Silverman           | Zack Ward (som vuxen) oidentifierad skådespelare (som barn) | LA, Kalifornien, USA            | ?                                | Jacks bästa vän                      | Vid liv? |
| Sjuksköterska            | Julie Ow                                                    | LA, Kalifornien, USA            | Sjuksköterska                    | Jacks kollega                        | Vid liv? |
| Diane Jansen             | Beth Broderick                                              | Iowa, USA                       | Servitris                        | Kates mor                            | Vid liv? |
| Sam Austen               | Lindsey Ginter                                              | Washington DC, USA              | Militär                          | Kates fosterfar                      | Vid liv? |
| Wayne Jansen             | James Horan                                                 | Iowa, USA                       | ?                                | Kates biologiska far                 | Död      |
| Tom Brennan              | Mackenzie Astin (som vuxen) Carter Jenkins (som barn)       | Iowa, USA                       | Läkare                           | Kates ungdomskärlek                  | Död      |
| Kevin Callis             | Nathan Fillion                                              | Tampa, Florida, USA             | Polis                            | Kates f.d. make                      | Vid liv? |
| Ray Mullen               | Nick Tate                                                   | Australien                      | Farmare                          | Kates f.d. arbetsgivare              | Vid liv  |
| Anthony Cooper           | Kevin Tighe                                                 | Kalifornien, USA                | Bedrägare                        | Lockes far                           | Död      |
| Emily Locke              | Swoosie Kurtz                                               | Los Angeles, Kalifornien, USA   | ?                                | Lockes mor                           | Vid liv? |
| Helen                    | Katey Sagal                                                 | Tustin, Kalifornien, USA        | ?                                | Lockes f.d. flickvän                 | Död      |
| Randy Burgess            | Billy Ray Gallion                                           | Tustin, Kalifornien, USA        | Affärsinnehavare                 | Lockes chef                          | Vid liv  |
| Cassidy Phillips         | Kim Dickens                                                 | Albuquerque, New Mexico, USA    | ?                                | Sawyers f.d. "flickvän"              | Vid liv? |
| Clementine Phillips      | Olivia Vickery                                              | Albuquerque, New Mexico, USA    | Barn                             | Sawyers påstådda dotter              | Vid liv? |
| Mary Jo                  | Brittany Perrineau                                          | Kalifornien, USA                | Lottodragare                     | Sawyers flickvän                     | Vid liv? |
| Carmen Reyes             | Lillian Hurst                                               | Los Angeles, Kalifornien, USA   | Hemmafru                         | Hurleys mor                          | Vid liv  |
| Tito Reyes               | Derrick Bulatao                                             | Los Angeles, Kalifornien, USA   | ?                                | Hurleys bror                         | Vid liv? |
| Diego Reyes              | Archie Ahuna                                                | Los Angeles, Kalifornien, USA   | Pensionär                        | Hurleys farfar                       | Död      |
| David Reyes              | Cheech Marin                                                | Los Angeles, Kalifornien, USA   | Pensionär                        | Hurleys far                          | Vid liv  |
| Leonard "Lenny" Simms    | Ron Bottitta                                                | Los Angeles, Kalifornien, USA   | Mentalpatient, f.d. marinofficer | Hurleys vän                          | Vid liv? |
| Jae Lee                  | Tony Lee                                                    | Seoul, Sydkorea                 | Hotellchef                       | Suns älskare                         | Död      |
| Mr. Paik                 | Byron Chung                                                 | Seoul, Sydkorea                 | Affärsman                        | Suns far                             | Vid liv  |
| Mrs. Paik                | June Kyoko Lu                                               | Seoul, Sydkorea                 | ?                                | Suns mor                             | Vid liv  |
| Adam Rutherford          | oidentifierad skådespelare                                  | Malibu, Kalifornien, USA        | ?                                | Shannons far                         | Död      |
| Sabrina Carlyle          | Lindsay Frost                                               | Malibu, Kalifornien, USA        | Affärskvinna                     | Boones mor                           | Vid liv  |
| Noor "Nadia" Abed Jazeem | Andrea Gabriel                                              | Tikrit, Irak                    | Labbassistent                    | Sayids fru                           | Död      |
| Liam Pace                | Neil Hopkins (som vuxen) Zack Shada (som barn)              | Sydney, Australien              | F.d. rocksångare                 | Charlies bror                        | Vid liv  |
| Karen Pace               | Vanessa Branch                                              | Sydney, Australien              | ?                                | Charlies svägerska                   | Vid liv  |
| Megan Pace               | oidentifierad skådespelare                                  | Sydney, Australien              | Barn                             | Charlies brorsdotter                 | Vid liv  |
| Penelope "Penny" Widmore | Sonya Walger                                                | London, England, Storbritannien | ?                                | Desmonds fru                         | Vid liv  |
| Charles Widmore          | Alan Dale                                                   | London, England, Storbritannien | ?                                | Pennys far / Desmonds ärkefiende     | Vid liv  |
| Edmund Burke             | Zeljko Ivanek                                               | Miami, Florida, Australien      | Läkare                           | Juliets f.d. make                    | Död      |
| Rachel                   | Robin Weigert                                               | Miami, Florida, Australien      | ?                                | Juliets syster                       | Vid liv  |
| Susan Lloyd-Porter       | Tamara Taylor                                               | Sydney, Australien              | Advokat                          | Walts mor                            | Död      |
| Yemi                     | Adetokumboh M'Cormack (som vuxen) Olekan Obileye (som barn) | Nigeria                         | Präst                            | Ekos bror                            | Död      |
| Teresa Cortez            | Rache Ticotin                                               | Los Angeles, Kalifornien, USA   | Polischef                        | Ana Lucias mor                       | Vid liv  |
| Richard Malkin           | Nick Jameson                                                | Sydney, Australien              | Medium                           | Claires medium                       | Vid liv  |
| Chrissy                  | Meilinda Soerjoko                                           | Australien                      | Biljettförsäljare                | Biljettförsäljare på Sydney Airport  | Vid liv  |
| JD                       | John Dixon                                                  | ?                               | Steward                          | Steward på Oceanic Airlines 815      | Död      |
| Michelle                 | Michelle Arthur                                             | ?                               | Flygvärdinna                     | Flygvärdinna på Oceanic Airlines 815 | Död      |
| Steward                  | George Alan                                                 | ?                               | Steward                          | Steward på Oceanic Airlines 815      | Död      |